# Via delle Pinzochere
Via delle Pinzochere che una strada del centro storico di Firenze, che va da largo Piero Bargellini a via Ghibellina e incrocia, sulla sinistra, via del Fico.

## Storia
Pinzocheri e pinzochere erano laici appartenenti al terzo ordine francescano che indossavano un abito di tessuto grezzo non tinto, dal colore terra detto bigio o "bizzo", ottenuto tessendo due diverse coloriture della lana, bianco naturale e nero. Da tale nome derivò "pinzo" e quindi "pinzocchera" o "bizzocchera", il nome popolare con cui erano noti a Firenze. Le pinzochere in particolare erano delle laiche che, un po' come le beghine del Nord-Europa, conducevano una virtù monastica pur senza aver mai preso i voti. Potevano essere ospitate presso le famiglie, oppure nei monasteri soprattutto in questa zona, e si occupavano della cura della basilica di Santa Croce. Nate in via Chiara (oggi via dei Serragli) presso il monastero di Sant'Elisabetta delle Convertite, fino dal Cinquecento ebbero un loro proprio monastero (dedicato a Sant'Elisabetta del Capitolo) in via San Giuseppe (oggi largo Bargellini), dirimpetto a una porta laterale della basilica, detta appunto porta delle Pinzochere. Fu soppresso da Cosimo I per le dicerie di immoralità: siccome le donne entravano presto in basilica per fare le pulizie, si avviò a dire che esse vi si recassero anche di notte per compiacere coi frati, e che fra i due conventi esistesse addirittura un fantomatico passaggio sotterraneo. 
Le pinzochere potevano essere delle ex-donne di malaffare, che decidevano di cambiare vita dedicandosi alla religione, delle vedove, delle "malmaritate" (sposate a uomini che non potevano mantenerle, come i carcerati), oppure delle zitelle. Non potevano comunque avere marito, per cui col nome "bizza" si indicavano spesso le zitelle, e dal loro carattere spesso bisbetico, facile a dare in incandescenza, venne il modo di dire di "fare le bizze", cioè fare come le zitelle.
Nella strada si trova un piccolo tabernacolo con un delicato bassorilievo in pietra della Madonna col Bambino, realizzato dallo scultore Averardo Tosetti nel 1960 ispirandosi a composizioni quattrocentesche. Un altro tabernacolo, in legno, si trova davanti a via del Fico.

## Descrizione
Il palazzo più importante della strada è il palazzo Da Verrazzano, della famiglia del navigatore, già a Piero Bargellini. La strada, eccezione di questo edificio, ha carattere residenziale popolare. La carreggiata è pavimentata a lastrico.

### Edifici
| Immagine | N°   | Nome                                | Descrizione |
| -------- | ---- | ----------------------------------- | --- |
|          | 1    | Palazzetto                          | In angolo con via delle Pinzochere si trova una palazzina, arrangiata su 5 assi sul largo e quattro sulla via, per un'altezza di quattro piani più un'ampia altana coperta. Si segnala, al piano terra la presenza di una cornice centinata, che farebbe pensare a un'antica buchetta del vino tamponata; una seconda si trova sul lato della piazza. |
|          | 2    | Palazzina                           | Si tratta di un edificio d'impianto cinquecentesco, periodo del quale conserva ancora il portone, rimaneggiato radicalmente nel Settecento. Sul fronte, prossimo all'angolo con largo Bargellini, è il piccolo tabernacolo di Averardo Tosetti, realizzato nel 1960, ispirandosi a una Madonna di Antonio Rossellino all'Ermitage. Della stessa Madonna esiste una variante del XVII secolo nel chiasso degli Armati e copie in stucco dipinto, riferibili alla fine degli Quattrocento, sono nel Museo del Bargello e della galleria dello Spedale degli Innocenti. Sulle maniglie del portone si trova un elegante monogramma coronato (forse leggibile come PB). |
|          | 3    | Palazzo Da Verrazzano               | Gli antichi catasti indicano in questo luogo, ai primi del Quattrocento, due case (di cui una di proprietà di Poggio Bracciolini), acquistate alla metà del secolo da un certo Giovanni del Zaccheria e passate nel 1505 a Gherardo di Michele da Cepperello. Ai membri di questa famiglia spetta l'erezione del palazzo agli inizi del Cinquecento, a determinare le eleganti forme attuali, per le quali sono stati fatti i nomi di Baccio d'Agnolo e, facendo soprattutto riferimento al disegno del cortile, delle scale e alla loggia interna, di Giuliano da Sangallo. La proprietà passò nel 1578 agli Alamanneschi e nel 1650 ai Dell'Antella, per essere poi acquistata nel 1662 da Isabella Gerini, moglie del senatore Andrea da Verrazzano (della casata resa illustre dal famoso navigatore Giovanni). Estintasi la famiglia nel 1819, è stata dei Casamorata (e qui ha vissuto il compositore Luigi Ferdinando Casamorata) e quindi dei Parenti, degli Antinori, dei Fedeli e dei Bargellini (dal 1946), diventando casa di Piero Bargellini, che vi ha abitato negli anni che lo hanno visto sindaco della città colpita dall'alluvione. |
|          | 4    | Palazzina                           | Come la casa al 2, si tratta di un edificio d'impianto cinquecentesco con il fronte ridisegnato in linee neoclassiche. Qui, secondo quanto segnalato dallo stradario di Bargellini e Guarnieri, visse il traduttore in lingua spagnola Gilberto Beccari. |
|          | 5    | Casa                                | La casa, priva di elementi architettonici di rilievo, presenta un fronte di tre piani per quattro assi ed è segnalata nello stradario di Bargellini e Guarnieri (1978) per la presenza, sull'arco del portoncino d'ingresso, dell'insegna dell'Ordine francescano, a indicare un'antica proprietà presumibilmente del vicino convento di Santa Croce. Il decentramento del portoncino a sinistra, così come il diverso interasse delle finestre, inducono a ritenerla frutto dell'unificazione di due più antiche case a schiera. |
|          | 7    | Casa                                | La casa, attualmente priva di elementi architettonici di rilievo, è segnalata nello stradario di Bargellini e Guarnieri per essere stata abitazione di Bono Giamboni, notaio e scrittore vissuto nella seconda metà del Duecento. |
|          | 9    | Casa                                | La casa (con la facciata priva di elementi architettonici di rilievo, frutto della soprelevazione di una antica casa a schiera a due assi ora portata a cinque piani), presenta all'altezza del primo piano un pietrino a rotella, fortemente eroso, con un monogramma già a un istituto non meglio identificato intitolato a Santa Maria, quindi identificato da Francesco Bini come proprio del convento delle Clarisse di San Matteo in Arcetri, sulla base dei riscontri effettuati su ulteriori insegne presenti nell'ex convento. |
|          | 14   | Casa                                | La casa, priva di elementi architettonici di interesse, con il fronte riconfigurato tra Settecento e Ottocento e organizzato su tre piani per tre assi, è segnalata nel repertorio di Bargellini e Guarnieri (1978) per la presenza di un consunto stemma. Lo si potrebbe in realtà leggere come pietrino a scudo recante le insegne proprie dell'Ordine Domenicano (troncato in scaglione di nero e d'argento), ad indicare una antica proprietà dell'Ordine. Lo si confronti, ad esempio, con quello presente una casa in via Ghibellina al civico 34, in questo caso accompagnato in capo dalla stella e nel cartiglio sottostante dalle lettere S. M. N., che senza alcun dubbio rimandano al convento fiorentino di Santa Maria Novella. |
|          | 16   | Casa                                | La casa, posta a guardare via del Fico, non presenta elementi architettonici di interesse e mostra un fronte oltremodo semplice, organizzato su tre piani per quattro assi, con al terreno un ampio passo carraio. La si segnala per il caratteristico tabernacolo che ne nobilita il fronte, contenente tra ex-voto una modesta ceramica raffigurante la Madonna col Bambino, con pendenti a foglie e melograni secondo modi che rimandano vagamente a modelli robbiani. L'immagine attuale deve essere stata ricollocata dopo il 1987, quando il repertorio di Guarnieri censisce l'edicola come vuota. Il tabernacolo è in legno, su mensole, ancora sostanzialmente integro (benché in pessimo stato di conservazione) e protetto da una tettoia cuspidata metallica, con braccio reggi lampada, a documentare una situazione che fino all'Ottocento doveva essere comune a molti dei tabernacoli fiorentini. L'edificio dovrebbe corrispondere al prospetto su via di San Cristofano segnato dal numero 17 rosso, dove un pietrino segnala una proprietà che nel tempo fu del monastero di Santa Maria di Candeli.                                 |
|          | s.n. | Palazzo Guicciardini Corsi Salviati | L'ultimo lato della strada è dominato dal fianco della palazzo che ha la facciata su via Ghibellina. |
|          | 22   | Casa del boia                       | Sul lato opposto, l'edificio a quattro piani posto alla sbocco di via Michelangelo Buonarroti, è noto tradizionalmente come la "casa del boia", per essere stata a lungo abitazione dell'esecutore ufficiale delle condanne capitali in città. Su via delle Pinzochere la casa presentava un orto e la stalla per il cavallo che era mantenuto a spese della Signoria. Una pietra lavorata supportava fino all'alluvione un ferro a forma di "U" a cui si potevano attaccare le briglie dell'animale. |